# 黑猩猩屬
黑猩猩屬是靈長目人科人亚科人族之下的一個生物分類，包括兩個物種：
- 黑猩猩（Pan troglodytes）
- 倭黑猩猩（Pan paniscus）

黑猩猩屬生物與人屬生物之間只有 1% 至 2% 的基因差異，部份生物學家因此主張把兩個屬的生物歸入同一屬，但是动物分类只是阐明它们之间的演化关系，并没有规定属与属之间的基因差异必须达到多少，即使将其归入人属，那也还是要再建立一个黑猩猩亚属来区别人与黑猩猩的演化差异。